# Live in Cuba
Live in Cuba es el primer DVD del supergrupo estadounidense de rock, Audioslave. Contiene material del concierto gratuito que la banda realizó el 6 de mayo de 2005 en la Tribuna Antiimperialista José Martí de la capital cubana para más de 70.000 personas. El recital en sí es considerado como un acontecimiento histórico, ya que es la primera vez en la historia de la isla que se le permite a una banda estadounidense de rock actuar en el país. Además, el mismo Tom Morello adelantó en la conferencia de prensa en La Habana que sería el concierto más largo que ofrecería Audioslave en su carrera, y así fue. Y claramente no se guardaron nada: tocaron temas de su disco debut homónimo, temas del segundo disco Out of Exile (que estaba por salir a la venta), y temas de sus dos respectivas bandas de los años 90, Soundgarden y Rage Against The Machine. Además sería la primera y última ocasión en que Audioslave tocaría en suelo latinoamericano.
La idea del concierto en Cuba vino de la propia banda, aunque llevarlo a cabo no fue tan fácil: afanosos papeleos les tomó a ellos y al personal que los acompañó, debido a la tirantez histórica de la relación diplomática entre ambos países, rigidez que se apuntaló durante la entonces administración Bush. Sin embargo el concierto fue todo un éxito, y hasta hoy se le considera un material de culto.
El DVD incluye el espectáculo y un documental de 37 minutos sobre la experiencia de los músicos en La Habana.

## Lista de canciones
1. "Set It Off"
2. "Your Time Has Come"
3. "Like a Stone"
4. "Spoonman"*
5. "The Worm"
6. "Gasoline"
7. "Heaven's Dead"*
8. "Doesn't Remind Me"
9. "Be Yourself"
10. "Bulls on Parade" (Instrumental)
11. "Sleep Now in the Fire"
12. "Out of Exile"
13. "Outshined"
14. "Shadow on the Sun"*
15. "Black Hole Sun" (Solo acústico de Cornell)*
16. "I Am the Highway"
17. "Show Me How to Live"
18. "Cochise"

Nota: * temas exclusivos de la versión Deluxe

### Deluxe Edition AOL Sessions audio CD
1. "Be Yourself"
2. "Loud Love"
3. "Doesn't Remind Me"
4. "Out of Exile"
5. "Sleep Now in the Fire"

- Datos: Q1755486